# Anthurium sapense
Anthurium sapense är en kallaväxtart som beskrevs av Thomas Bernard Croat. Anthurium sapense ingår i släktet Anthurium och familjen kallaväxter. Inga underarter finns listade.